# Trapézizom

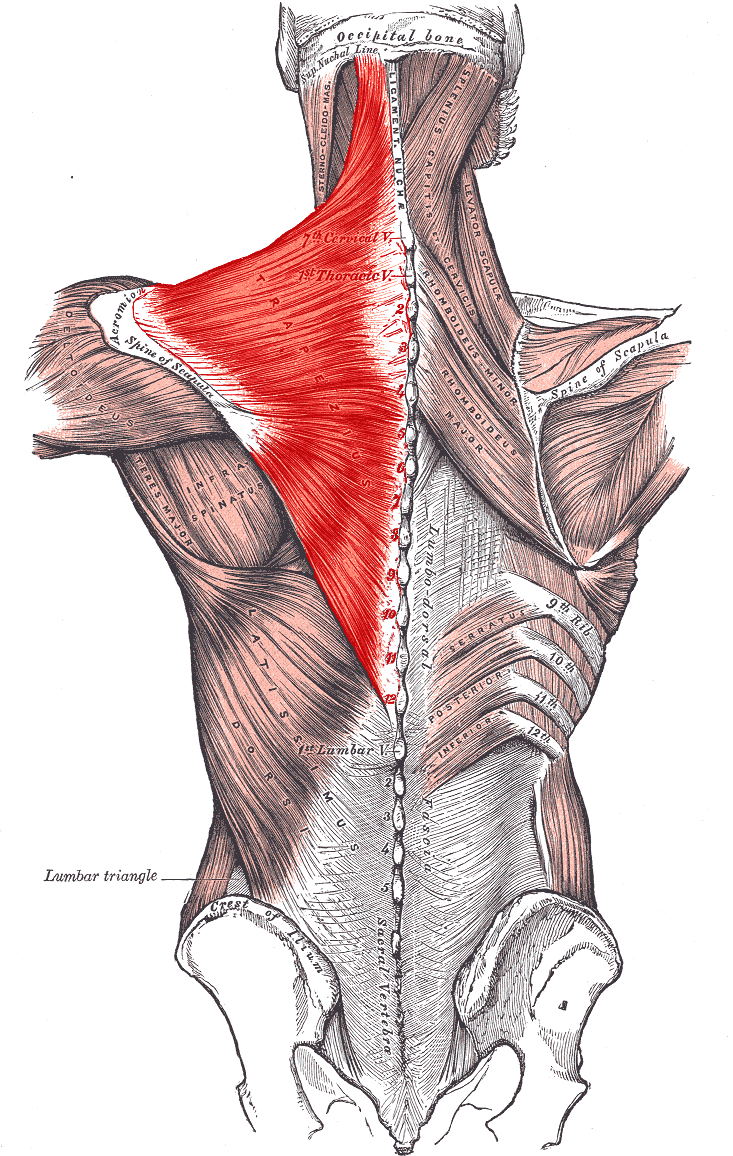
A piros jelzi a trapézizmot

A trapézizom vagy csuklyás izom (musculus trapezius) egy izom az ember felső testén, a hátán.

## Eredés, tapadás, elhelyezkedés
Ez az izom nagy kiterjedése miatt több részről ered. A koponya protuberantia occipitalis externa nevű részéről, a ligamentum nuchaeról és a nuchae linearól erednek a felsőbb rostok. A gerincnél található rostok a processus spinosus vertebraeról erednek a C7 és T12 között. A kulcscsont lateralis harmadán, az acromionon és a spina scapulae lateralis részén tapad.

## Funkció
Emeli és forgatja lapockát (scapula)

## Beidegzés, vérellátás
A nervus accessorius idegzi be. A arteria transversa cervicis látja el vérrel.

## Külső hivatkozások
- Kép, leírás